# Gale Robbins
Gale Robbins (nacida como Betty Gale Robbins o Betty Gale Murphy, 7 de mayo de 1921 – 18 de febrero de 1980) fue una actriz y cantante estadounidense.

## Primeros años
Nacida en Chicago, Illinois, aunque una fuente afirma que nació en Mitchell, Indiana, y que su familia se trasladó a Chicago "cuando era muy joven"; se graduó en el Lucy Flower High School en junio de 1939.

## Modelaje

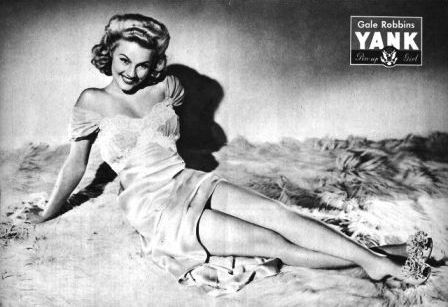
Fotografía de Gale Robbins para Yank, Army Weekly, una revista semanal del ejército de EE. UU. cuyo personal está compuesto en su totalidad por soldados rasos.

Robbins "asistió a la Vera Jones Modeling School y posó para muchas portadas de revistas y anuncios". Un artículo de prensa de 1941 la describía como "la famosa modelo cuyo rostro ha aparecido en las portadas de muchas revistas importantes, y cuyos ojos y dientes son las marcas registradas respectivamente de Murine y Iodent".

## Canto
En 1939, Robbins actuó como cantante en el espectáculo del Hotel Sherman's College Inn de Chicago, Illinois. Al parecer, en esa época cambió su nombre artístico. Un artículo en la edición del 6 de agosto de 1939 del Chicago Tribune informaba: "Betty Robbins, cantante de Chicago que se unió al espectáculo recientemente, se mantiene para el nuevo programa, bajo el nombre de Gale Robbins. Gale es su segundo nombre".
Robbins cantó con la banda de Phil Levant en 1940, y en 1941, cantó con Jan Garber. También en 1941, grabó Jim (una cara de RCA Victor 27580) con Art Jarrett. A partir de junio de 1942, Robbins cantó en The Ben Bernie War Workers' Program, que se emitía tres noches a la semana en la radio CBS. (Walter Winchell escribió en su columna del periódico que Robbins era "la mejor parte de la actuación de Ben Bernie".) El 14 de agosto de 1942, fue una de las cantantes destacadas en una revista encabezada por Fred Brady y emitida por WABC. También en 1942, fue una de las cuatro cantantes femeninas en el personal de la radio WBBM en Chicago, Illinois. En 1945, cantó en Ice Box Follies en ABC, y durante la temporada 1945-1946, fue vocalista en The Hoagy Carmichael Show en NBC.
En 1949, Robbins cantó en el espectáculo Vodevil de Dennis Day en Boston, lo que llevó a un crítico de la publicación especializada Billboard a escribir: "Entre los artistas figura Gale Robbins, la mejor vocalista que la ciudad ha visto en mucho tiempo. Es guapa, tiene una voz de verdad y una personalidad que nunca decae". Ese mismo año, fue la protagonista femenina de la revista musical A La Carte en el Capitan Theater de Hollywood, California. Un crítico escribió en Billboard: "En cuanto a las canciones, Gale Robbins y Bill Shirley se adaptan admirablemente a sus papeles principales, destacando vocalmente y en presencia escénica".
En septiembre de 1957, Robbins firmó con Vik Records e hizo sus primeras grabaciones para ese sello.

## Cine

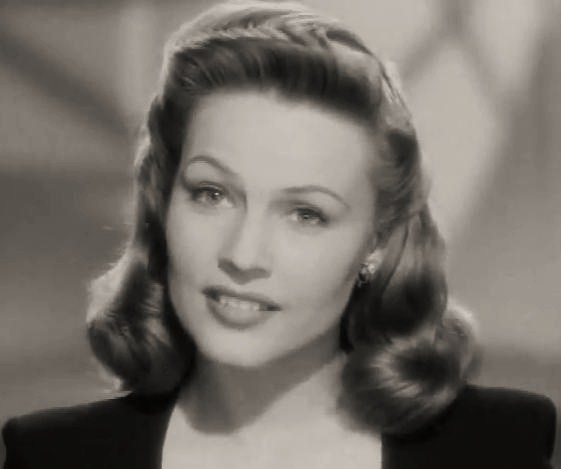
En My Dear Secretary (1948)

Robbins firmó un contrato con la 20th Century Fox a finales de 1942. y debutó en el cine en In the Meantime, Darling en 1944. Apareció en varias películas, como Calamity Jane y My Dear Secretary, y cantó brevemente partes de dos canciones en The Barkleys of Broadway, interpretando a Shirlene May, la posible suplente del personaje de Ginger Rogers. Robbins cantó otra canción, "All Alone Monday", en otro vehículo de Fred Astaire, Three Little Words (1950).

## Televisión
Robbins actuó en muchas bases militares con una compañía dirigida por Bob Hope. Más tarde se dedicó a la televisión, participó en el programa Pantomime Quiz de la KTTV de Los Ángeles, California en 1949. Fue presentadora de Hollywood House de 1949 a 1950. En 1958 publicó el álbum I'm a Dreamer, acompañado por Eddie Cano y su orquesta. Hizo tres apariciones como invitada en The Bob Cummings Show entre 1955 y 1958. Gale apareció en The Untouchables, en el episodio "The Antidote". También tuvo papeles en series tan populares como Gunsmoke, ‘’Trackdown’’, Perry Mason, 77 Sunset Strip y Mister Ed.
En 1955, Robbins firmó un contrato con Screen Gems para "una serie de segmentos del Damon Runyon Theater". Billboard informó de que era "la primera vez que la filial de Columbia contrataba a un intérprete para algo más que una sola película".

## Reconocimiento
Robbins tiene una estrella en el Paseo de la Fama de Hollywood en la categoría de cine. Su estrella se encuentra en el 6510 Hollywood Boulevard.

## Vida personal
Robbins se casó con su novio del instituto, Robert Olson, el 8 de noviembre de 1943, cuando él estaba en las Fuerzas Aéreas. La pareja siguió casada hasta la muerte de Olson en 1968, y tuvo dos hijas, Victoria y Cynthia.

## Muerte
Robbins murió debido a un cáncer de pulmón el 18 de febrero de 1980, en Tarzana, California, a los 58 años.

## Filmografía parcial
| - In the Meantime, Darling (1944) - Mr. Hex (1946) - Race Street (1948) - My Dear Secretary (1948) - The Barkleys of Broadway (1949) - Oh, You Beautiful Doll (1949) - Three Little Words (1950) - The Fuller Brush Girl (1950) | - Between Midnight and Dawn (1950) - Strictly Dishonorable (1951) - The Belle of New York (1952) - The Brigand (1953) - Calamity Jane (1953) - Double Jeopardy (1955) - Gunsmoke in Tucson (1958) - The Girl in the Red Velvet Swing (1958) |

## Discografía parcial
- This Can't Be the End of Me/Riverman (1956 Era 1022)[26]
- I'm a Dreamer album (1958 Vik LX 1128)[27]